# False Pass
False Pass város az USA Alaszka államában, Aleutians East megye megyében. Lakosainak száma 397 fő (2020. április 1.).

## Népesség
A település népességének változása:
| Lakosok száma | 59   | 35   | 397  |
|               | 1930 | 2010 | 2020 |